# Moderat
Moderat är i grunden ett adjektiv som menar något som har en rimlig omfattning eller är måttfullt, som i politiska sammanhang kommit att mena måttfullt konservativa.
I svenska politiska sammanhang avses med moderat en person som företräder eller röstar på Moderata Samlingspartiet. I Finland finns ett regionalt borgerligt parti som numera kallar sig Moderaterna på Åland och där avses alltså närmast en anhängare av det partiet.
Ordet moderat började användas i politiska sammanhang i Sverige på 1800-talet, och avsåg från början de liberala som stod konservatismen närmast, medan betydelsen senare försköts och snarare stod för de konservativa som stod liberalismen närmast, det vill säga den nya högern som var måttfullt konservativa. Ordet användes sällan under mitten av 1900-talet, men återkom sedan när Högerpartiet 1969 bytte namn till Moderata samlingspartiet.
I Spanien fanns på 1800-talet ett liberalkonservativt parti som kallades Partido Moderado eller Moderados ("de moderata"). I Danmark grundade Hans Jørgen Lembourn partiet De Moderate på 1970-talet, men partiet fick ingen bestående framgång; ett fiktivt parti med samma namn förekommer dock i den danska TV-serien Borgen. I andra länder kan motsvarande ord ha en politisk innebörd som inte lika starkt anknyter till ett visst parti eller ideologi. På engelska avses med moderate ofta en person som står mellan två dominerande politiska krafter, det vill säga någon som tillhör den politiska mitten.